# Platensina acrostacta
Platensina acrostacta är en tvåvingeart som först beskrevs av Christian Rudolph Wilhelm Wiedemann 1824.  Platensina acrostacta ingår i släktet Platensina och familjen borrflugor. Inga underarter finns listade i Catalogue of Life.